# ウォーカーズ〜迷子の大人たち
土曜ドラマ・ウォーカーズ〜迷子の大人たち（どようドラマ・ウォーカーズ〜まいごのおとなたち）は、2006年11月11日から12月2日までNHK総合で毎週土曜日の21:00〜21:58（JST）に放送されていた日本のテレビドラマ。主演は江口洋介。全4回。
それぞれに悩み、迷いなどをもつ登場人物たちが四国八十八箇所巡礼をしながら交流し何かを得ようとする物語である。

## 出演
- 山下徳久（37）：江口洋介
- 西尾翔子（33）：戸田菜穂
- 進藤英二（60）：森本レオ
- 進藤和江（59）：鷲尾真知子
- 村岡　実：矢崎滋
- エリ（23）：ベッキー
- ヒロシ（27）：瀬川亮
- 坂田洋平（62）：原田芳雄
- 山下道代（61）：加藤登紀子
- 山下徳大（63）：市川左團次
- 寺島靖子（56）：風吹ジュン
- 寺島隆彦（58）：三浦友和

## スタッフ
- 脚本：鈴木聡
- 音楽：細野晴臣